# 價值觀

社會政治科學家罗纳德·英格尔哈特和克里斯蒂·韦尔策尔構建的英格爾哈特－韋爾策爾世界文化地圖（文化、信仰、語言、人種的世界地圖）

價值觀（Values）是一種處理事情判斷對錯、做選擇時取捨的標準。有益的事物才有正價值。對有益或有害的事物評判的標準就是一個人的價值觀。不同的價值觀會產生不同的行為模式，進而產生不同的社會文化。
世界價值觀調查，監控和分析：民主，對外國人和少數民族的寬容，對兩性平等的支持，宗教的作用和宗教的變化水準的支持，全球化的影響，對環境的態度，工作，家庭，政治，民族認同，文化，多樣性，不安全感和主觀幸福感。
價值觀也可以說是一種深藏於內心的準繩，在面臨抉擇時的一項依據。
價值觀會指引一個人去從事某些行為，例如：
- 「誠信」的價值觀，會讓人坦承面對困境及對别人說明事情的真相，提昇別人對其的信任度。
- 「紀律」的價值觀，會讓人依規定行事，產生執行力。
- 「關懷」的價值觀，會讓人關心别人，瞭解别人的困境，对别人有同理心。
- 「自我」的價值觀，會使人「自我中心」。

## 價值觀的通俗定義
價值觀就動物、書、文化對客觀事物（包括人、事、物）的價值認識的排列，是動物就會有價值觀，也就會有價值排列。反價值觀同樣存在。價值觀也是可變的。不管你承認不承認，價值觀都存在着，它有最大價值、第二價值、第三價值、第四價值……一直排列下去，比如有人認為愛情比錢有價值，有人認為錢比愛情有價值。
是掌管你的行动和思想，和信念一起决定你的思想。你只想到你认为有价值的和你相信的，想了才会做。你认为没价值的和不相信的，你根本不会想更不会做。你只会选择你认为价值大的或价值靠前的。
對於一件物品的價值大致區分為金錢價值、獨特價值、紀念價值、體驗價值。從中個人可以衡量出來對於該物品的價值順位，而產生不同的物品價值觀。

## 相關
- 道德制高點（英语：moral high ground）
- 雙重標準
- 社會主義榮辱觀
- 榮辱觀
- 普世價值
- 企業文化
- 世界觀
- 人生觀